# 高镇宁
高镇宁（1929年10月2日—1996年2月23日），辽宁辽阳人，中华人民共和国航空学家。

## 生平
1949年6月，加入中国共产党。同年10月，以优异成绩考入清华大学航空系，又被推选为系团支部书记，校团委委员兼组织部副部长。大学毕业后，供职于国营三二O厂（南昌飞机制造厂）先后任技术员、模线室主任、车间主任、飞机设计室主任、设计所所长。在这期间，他参加过雅克18、安2、米格19三种飞机的仿制，攻克模线样板技术。1958年任飞机设计室主任，领导着80人的设计队伍。同年初教6飞机的研制从沈阳转来南昌，高镇宁任主管设计师，与沈阳飞机制造厂飞机设计室屠基达带领的20多人密切合作，并于1958年8月27日成功升空试飞，并在1961年12月定型试飞，开始批量装备并出口多国。此外他还担任强五飞机的主管设计师，是全机设计技术的总负责人，并与陆孝彭合作，研制成功。1978年，高镇宁被调任西安飞机设计研究所所长（六O三所）兼总设计师。该所正进行国家重点任务飞豹飞机的技术设计。1982年4月，调任航空工业部副部长，兼任中国航空研究院院长和部科技委主任。分管部的科研工作并主管两个国家重点飞机的研制。
1985年至1986年，任中国科学技术协会党组书记、书记处书记，国家科学技术委员会党组成员。1986年6月，中国科学技术协会第三次全国代表大会在北京召开，选举产生第三届全国委员会。6月28日，第三届全国委员会第一次会议召开，推举其担任副主席、党组书记、书记处书记、国家科委委员、研究员级高级工程师。1991年，任中国科协副主席，国家科委委员。1993年3月，当选为政协第八届全国委员会常务委员，担任中共第十三届中央候补委员。1995年5月，中国科学技术协会第四次代表大会召开，并选举产生第四届全国委员会。5月27日，第四届全国委员会第一次会议召开，其被选为副主席。1996年2月23日，在北京逝世。